# Starachowice Górne
Starachowice Górne – dawna wieś, od 1952 część Starachowic, położona w zachodniej części miasta, na lewym brzegu Kamiennej. Jest to typowa ulicówka, rozpościerająca się wzdłuż obecnej ulicy Nowowiejskiej.

## Historia
Starachowice Górne to dawna wieś, położona na zachód od wsi Starachowice (także zwanej Starachowicami Dolnymi). Za Królestwa Kongresowego Starachowice Górne przynależały do powiatu iłżeckiego w guberni kieleckiej. Początkowo, w latach 1867–1870, znajdowały się w gminie Starachowice. 13 stycznia 1870 gmina Starachowice została zniesiona w związku z przyłączeniem do niej pozbawionego praw miejskich Wierzbnika i równoczesnym przemianowaniem jednostki na gminę Wierzbnik. 18 sierpnia 1916 z gminy Wierzbnik wyłączono Wierzbnik, przekształcając go w odrębną gminę miejską), a już 1 listopada 1916 z pozostałej części gminy Wierzbnik (z m.in. Starachowicami Górnymi) utworzono nową gminę Styków.
W II RP Starachowice Górne przynależały do woj. kieleckiego (powiat iłżecki), gdzie w 1921 roku liczyły 496 mieszkańców. 31 października 1933 utworzyły gromadę o nazwie Starachowice Górne, składającą się ze wsi Starachowice Górne oraz lasów państwowych z gajówką Starachowice Górne. 1 kwietnia 1939 miasto Wierzbniki połączono z utworzoną w 1933 roku gromadą Starachowice Fabryczne, nadając mu nazwę Starachowice-Wierzbnik. Natomiast Starachowice Górne zachowały dalej swoją odrębność jako gromada w gminie Styków.
Podczas II wojny światowej włączone do Generalnego Gubernatorstwa (dystrykt radomski, powiat starachowicki). Hitlerowcy znieśli gromadę Starchowice Górne (a także gromady Starachowice-Wieś, Krzyżowa Wola i Wanacja), włączając ją do miasta Starachowice-Wierzbnik, które przemianowali na Starachowice.
Po wojnie powrócono do stanu sprzed wojny; gromady włączone przez hitlerowców do Starachowic odzyskały swoją samodzielność (w tym Starachowice Górne), a miasto powróciło do przedwojennej nazwy Starachowice-Wierzbnik. Zmieniono ją z powrotem na Starachowice dopiero 3 września 1949.
Starachowice Górne utraciły ostatecznie swoją samodzielność 1 lipca 1952, kiedy włączono je do miasta Starachowice w związku z nadaniem mu statusu powiatu miejskiego.